# Фрати ди Санта Марија (Виченца)
Фрати ди Санта Марија је насеље у Италији у округу Виченца, региону Венето.
Према процени из 2011. у насељу је живело 11 становника. Насеље се налази на надморској висини од 427 м.